# Trinidad (escultura)

Trinidad es una escultura ubicada en Barquisimeto, estado Lara, Venezuela, en las instalaciones del BRT Transbarca y que forma parte del proyecto Viarte, nacido dentro del Plan de Soluciones Viales para Caracas pero que incorporó esta obra en el estado occidental del país, junto con el monumento Manto María Divina Pastora que también se encuentra en la capital larense. 
Como parte de los trabajos de ampliación y mejora de la infraestructura vial del área metropolitana de Caracas, el Ministerio del Poder Popular para el Transporte Terrestre y Obras Públicas bajo la rectoría de Haiman El Troudi propuso ejecutar un plan de mejoramiento ornamental de las vías terrestres con la instalación de un museo al aire libre.
En el caso de la obra Trinidad se decidió levantarla en el estado Lara, ya que se realizaba la construcción del sistema de transporte superficial Transbarca.
El monumento es obra del escultor tachirense Daniel Suárez, quien se inspiró en la Santísima Trinidad de la fe católica, que representa al padre, al hijo y al espíritu santo.
El monumento está elaborado en hierro pintado (color blanco) y el conjunto tiene unas dimensiones de 5 metros de altura, por 10 de largo y un metro de ancho, acompañado por un sistema de iluminación.
Fue inaugurado el 13 de septiembre de 2013, junto al BRT Transbarca.
Daniel Suárez tiene una segunda obra titulada Gestaciónen el marco del proyecto Viarte en el puente de la Resistencia Indígena de la autopista Francisco Fajardo de Caracas.